# Позашлюбна дитина
Позашлю́бна дити́на  — у праві традиційних суспільств дитина, рідні батько та мати якої не були в законному шлюбі на час її народження. Дошлюбні або позашлюбні відносини розцінювалися як перелюб, порушення етичних, релігійних і правових норм, тому діти, народжені поза шлюбом, обмежувалися в правах на спадкування майна своїх батьків. Вони вважалися дітьми другого сорту порівняно з дітьми, народженими в шлюбі. У деяких країнах позашлюбні діти називалися «незаконнонародженими», тобто народженими поза законним шлюбом. В законодавстві новітніх держав позашлюбні діти зрівняні у своїх правах із дітьми, народженими у шлюбі. 

## Назви
В Україні використовуються терміни незаконнонароджена дитина, незаконна дитина. 
Щодо позашлюбних дітей вживали зневажливі прізвиська байстрю́к (про сина), байстрючка (про дочку), байстря́ (щодо обох статей), ба́йстер, ба́хур, заст. копи́л. Щодо позашлюбних дітей монархів вживається термін «баста́рд» (від лат. bastardus, давньофр. bastard). Оскільки такі діти не мають офіційного батька, їх також називають безбатченками. 
Слово байстрюк (також варіант середнього роду байстря) через пол. baster, bastrzę походить від сер.-в.-нім. bastart, ст.-фр. bastart і лат. bastardus. Саме слово bastardus утворене від bastum і буквально означає «син в'ючного сідла», що є жартівливим натяком на стосунки між служницями постоялих дворів і погоничами мулів. Інша етимологічна версія пов'язує сер.-в.-нім. bastart з Bastarnen («бастарни»). Вставне «й» у словах байстрюк, байстря, байстер з'явилося на українському ґрунті (як у слові «айстра»), польське діалектне bajstruk є українізмом.
Неодружених дівчат, що народили дитину, в Україні називали покритками, а «незаконних дружин» — копи́лицями.

## Дискримінація
Раніше повсюдно такі діти не користувалися правами і повагою нарівні з народженими в шлюбі. Їм відводилося найгірше місце, з дитинства доводилося чути образливі назви і прізвиська. У зрілому віці при найменшому з їхнього боку приводі до неприємності їм нагадували ясно про їхнє походження. Рідними вони вважалися тільки для матері, інші з ними родичатися не хотіли. У деяких місцях права можна було відновити шляхом усиновлення або вступу їх батька і матері в законний шлюб.
Згідно зі статтею 52 Конституції України, «Діти рівні у своїх правах незалежно від походження, а також від того, народжені вони у шлюбі чи поза ним».

## Деякі локальні поняття
- Бастарди — в Західній Європі в Середні віки позашлюбні діти можновладної особи (короля, герцога і т. д.). Незаконнонароджені діти дворян отримували, як правило, пересічений перев'язом вліво батьківський герб. Ця геральдична деталь обігрується в назві роману В. В. Набокова «Bend Sinister» (буквально «перев'язь вліво»).
- Вихованець (вихованка) — так у Росії називали тих позашлюбних дітей дворян, про виховання яких батьки переймалися (іноді вихованці жили в сім'ї батька-дворянина, будучи записаними на інше прізвище).
- Мамзери — згідно з єврейською традицією, мамзер / мамзерет — це дитина, народжена одруженою жінкою в результаті перелюбу. Це слово часто помилково перекладають як незаконнонароджений / незаконнонароджена. Насправді, «незаконнонароджений» означає «народжений поза шлюбом». Практичне значення цього статусу полягає в тому, що мамзери, згідно з Галахою (а в державі Ізраїль це єдина можливість), можуть вступати в шлюб або з такими ж мамзерами, або з тими, що пройшли гіюр. Подібний статус отримують також діти мамзерів, і, таким чином, він передається наступним поколінням. Рабинські суди не ініціюють детального виявлення походження людини і намагаються уникати проголошення будь-кого мамзером, однак якщо чоловік матері заперечує своє батьківство, є ймовірність, що дитина буде записана як «мамзер/ет» або «імовірно мамзер/ет» і потрапить в ізраїльський список осіб, чий вступ у шлюб може стати неможливим («меукавей нісуін»). Як правило, статус встановлюється не в момент пологів, а з початком вагітності матері.
- Мофаки — не гомеї (неповноправні громадяни), що отримали спартанське виховання, до числа яких, крім дітей не-громадян (а іноді й ілотів), входили також незаконнонароджені.
- Парфенії — стан нащадків дітей, народжених спартанкою від ілотів під час Мессенської війни, мали урізані громадянські права, і були бідні навіть за спартанськими мірками (стан зник після спроби державного перевороту, коли їх, у зв'язку з їхньою численністю, замість страти просто відселили за межі Спарти)
- «Сколотні» діти (рос. сколотные дети) — у російському Помор'ї XIX — початку XX ст. — діти, народжені до шлюбу.
- Чун'їн — стан нащадків дітей наложниць дворян в середньовічній Кореї (незважаючи на свою законність, були більш упосліджені і менш повноправні, ніж незаконнонароджені діти європейських дворян, хоч і мали більш високе положення, ніж прості люди).

## Відомі особи

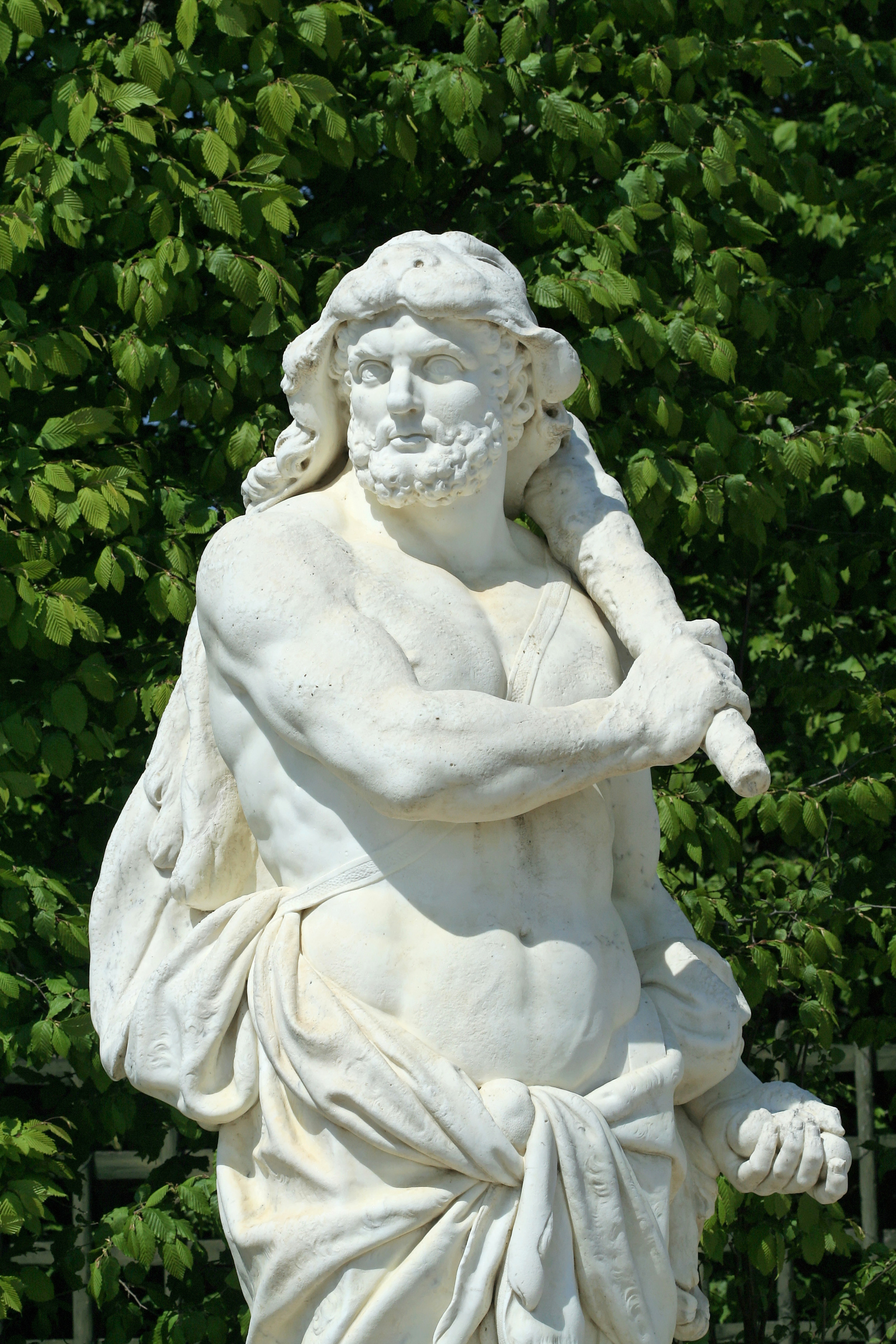
Геракл

- Геракл — позашлюбний син Зевса.
- Еразм Ротердамський — мислитель епохи Відродження.
- Леонардо да Вінчі — позашлюбний син тосканського нотаріуса П'єро да Вінчі.
- Хон Гіль Дон (персонаж)
- Адольф Гітлер
- Стів Джобс — підприємець, винахідник, засновник Apple і Macintosh.

### Монархи
- Вільгельм Завойовник — король Англії.
- Володимир Святославич — великий київський князь.
- Жуан I — король Португалії.
- Інес де Кастро — королева Португалії.
- Лісандр — наварх Спарти.